# سراسترتا
سراسترتا (به ایتالیایی: Serrastretta) یک کومونه در ایتالیا است که در استان کاتانزارو واقع شده‌است. سراسترتا ۴۱ کیلومتر مربع مساحت و ۳٬۲۰۷ نفر جمعیت دارد و ۸۴۰ متر بالاتر از سطح دریا واقع شده‌است.